# Kamsar
Kamsar (eller Port Kamsar) er en by i det vestlige Guinea, beliggende på landets atlanterhavskyst og tæt ved grænsen til nabolandet Guinea-Bissau. Byen har et indbyggertal (pr. 2008) på cirka 88.000.